# Бэчоп, Стивен
Стивен Бэчоп (англ. Stephen Bachop, родился 2 апреля 1966 в Крайстчерче) — новозеландский и самоанский регбист и регбийный тренер.

## Семья
Корни семьи Бэчопа уходят на Самоа, Таити и на Острова Кука. Его семья имеет прямое отношение к спорту: его младший брат Грэм, племянники Аарон и Натан Мейджеры — регбисты, игроки сборной Новой Зеландии.
Стивен был женат на Сью Гарден-Бэчоп (ум. 2008), которая играла за сборную Новой Зеландии по регби и была её тренером. Сын Джексон — регбист, в 2014 году дебютировал в Кубке ITM за «Веллингтон Лайонз», в 2018 году перешёл в «Харрикейнз». Ещё один сын, Коннор (1999—2024), также был регбистом. Дочь Джорджия — хоккеистка (хоккей на траве). Ещё один дядя Аарона и Нэтана — Айвэн Мейджер, шестикратный чемпион мира по спидвею.
Позже Стивен вступил в отношения с женщиной по имени Белль: в 2012 году она говорила, что ждёт ребёнка от Стивена.

## Игровая карьера

### Клубная
На любительском уровне известен по играм за новозеландские клубы «Линвуд» и «Саузерн». Выступал в первенстве провинций Новой Зеландии (Национальном чемпионате провинций) за две команды — «Кентербери» (80 матчей) и «Отаго» (79 матчей). В чемпионате Супер 12 1996 года он выступал за «Хайлендерс», в 1997 году — за «Харрикейнз», где изначально выступал как фай-эйт (пятый-восьмой). Во втором дивизионе (турнире Хартленд) в 1997 году выступал за клуб «Сентрал Вайкингс». В 1998—2002 годах играл в Англии за «Лондон Айриш» и «Лидс Тайкс». Бэчоп выступал за команду провинции Отаго, которая в 1993 году сенсационно победила британскую сборную «Британские и ирландские львы», а в 1994 году — сборную ЮАР.

### В сборной
За новозеландскую команду Стивен провёл официально всего 5 тест-матчей в 1994 году, проведя также 13 неофициальных встреч за «Олл Блэкс». Во всех этих встречах он набрал 33 очка (6 попыток и один дроп-гол). В 1992 году он участвовал в турне новозеландцев по Австралии и ЮАР как замена Гранту Фоксу, в 1993 году аналогично он был в заявке на турне по Шотландии и Англии. В четырёх из пяти официальных встреч, сыгранных против французов, австралийцев и южноафриканцев в 1994 году, Стивен сыграл в паре со своим братом Грэмом, который позже ушёл выступать за Японию. В 1999 году братья сыграли дважды друг против друга.
В основном же Стивен известен по выступлению за сборную Самоа, в которой играл с 1991 по 1999 годы — в 1991 году на чемпионате мира со сборной вышел в четвертьфинал, нанеся сенсационное поражение Уэльсу 16:13, а в 1999 году его команда остановилась в шаге от четвертьфинала. В его активе 18 встреч за команду Самоа и 64 очка: дебют состоялся 28 мая 1991 года в Нукуалофа против Тонга, 20 октября 1999 года состоялся последний матч в сборной Самоа в Эдинбурге на стадионе «Маррифилд», когда его команда проиграла 20:35 и не прошла в четвертьфинал. При этом на чемпионате мира 1999 года самоанцы снова переиграли валлийцев со счётом 38:31 благодаря двум попыткам от Стивена и нескольким его ударам, которые приводили к розыгрышу коридоров самоанцами, опасных для Уэльса. В том матче валлиец Нил Дженкинс откровенно не справился с Бэчопом.

## После игровой карьеры
После завершения карьеры Стивен Бэчоп работал в клубе «Йоркшир Карнеги» и тренировал команды провинции Веллингтон, а позже стал тренером Международной академии регби Новой Зеландии. Участник благотворительной программы «Жизнь без насилия» (англ. Living without Violence). В 2013—2014 годах — координатор клуба «Норзерн Юнайтед».
В 2012 году Стивен Бэчоп предстал перед Веллингтонским окружным судом за то, что оттаскал свою гражданскую супругу Белль 24 октября 2011 года за волосы по центру Веллингтона в разгар празднований после победы новозеландцев в финале домашнего чемпионата мира. Бэчопу предъявили также обвинения в сопротивлении сотрудникам полиции и хранении конопли. По словам судьи Сьюзен Томас, Бэчоп находился в пабе в день игры со своей женой, и оба быль пьяны. На Виктории-стрит около центрального полицейского участка Стивен схватил Белль за руку, а затем дёрнул её за волосы. Кто-то попытался оттащить Стивена, но игрок того оттолкнул. Супруга пояснила, что Бэчоп её не дёргал за волосы умышленно и просто пытался отвести куда нужно. Бэчоп признал себя виновным, суд оштрафовал его на 500 долларов.
В 2020 году во время пандемии COVID-19 Бэчоп стал водителем в волонтёрском обществе «Еда на колёсах», которое занимается доставкой горячих обедов на дом пожилым людям.

## Стиль игры
Бэчоп выступал на позиции флай-хава, любил атаковать и хорошо двигался по полю, что приносило его командам очки благодаря попыткам. Этот стиль игры обеспечил «Харрикейнз» успех во время их первых игр в лиге Супер 12.